# 1018
Portal Geschichte | Portal Biografien | Aktuelle Ereignisse | Jahreskalender | Tagesartikel

◄ |
10. Jahrhundert |
11. Jahrhundert
| 12. Jahrhundert | ►

◄ |
980er |
990er |
1000er |
1010er
| 1020er | 1030er | 1040er | ►

◄◄ |
◄ |
1014 |
1015 |
1016 |
1017 |
1018
| 1019 | 1020 | 1021 | 1022 | ► | ►►
Staatsoberhäupter  · Nekrolog
| Januar | Januar | Januar | Januar | Januar | Januar | Januar | Januar |
| Kw     | Mo     | Di     | Mi     | Do     | Fr     | Sa     | So     |
| ------ | ------ | ------ | ------ | ------ | ------ | ------ | ------ |
| 1      |        |        | 1      | 2      | 3      | 4      | 5      |
| 2      | 6      | 7      | 8      | 9      | 10     | 11     | 12     |
| 3      | 13     | 14     | 15     | 16     | 17     | 18     | 19     |
| 4      | 20     | 21     | 22     | 23     | 24     | 25     | 26     |
| 5      | 27     | 28     | 29     | 30     | 31     |        |        |

| Februar | Februar | Februar | Februar | Februar | Februar | Februar | Februar |
| Kw      | Mo      | Di      | Mi      | Do      | Fr      | Sa      | So      |
| ------- | ------- | ------- | ------- | ------- | ------- | ------- | ------- |
| 5       |         |         |         |         |         | 1       | 2       |
| 6       | 3       | 4       | 5       | 6       | 7       | 8       | 9       |
| 7       | 10      | 11      | 12      | 13      | 14      | 15      | 16      |
| 8       | 17      | 18      | 19      | 20      | 21      | 22      | 23      |
| 9       | 24      | 25      | 26      | 27      | 28      |         |         |

| März | März | März | März | März | März | März | März |
| Kw   | Mo   | Di   | Mi   | Do   | Fr   | Sa   | So   |
| ---- | ---- | ---- | ---- | ---- | ---- | ---- | ---- |
| 9    |      |      |      |      |      | 1    | 2    |
| 10   | 3    | 4    | 5    | 6    | 7    | 8    | 9    |
| 11   | 10   | 11   | 12   | 13   | 14   | 15   | 16   |
| 12   | 17   | 18   | 19   | 20   | 21   | 22   | 23   |
| 1    | 24   | 25   | 26   | 27   | 28   | 29   | 30   |
| 14   | 31   |      |      |      |      |      |      |

| April | April | April | April | April | April | April | April |
| Kw    | Mo    | Di    | Mi    | Do    | Fr    | Sa    | So    |
| ----- | ----- | ----- | ----- | ----- | ----- | ----- | ----- |
| 14    |       | 1     | 2     | 3     | 4     | 5     | 6     |
| 15    | 7     | 8     | 9     | 10    | 11    | 12    | 13    |
| 16    | 14    | 15    | 16    | 17    | 18    | 19    | 20    |
| 17    | 21    | 22    | 23    | 24    | 25    | 26    | 27    |
| 18    | 28    | 29    | 30    |       |       |       |       |

| Mai | Mai | Mai | Mai | Mai | Mai | Mai | Mai |
| Kw  | Mo  | Di  | Mi  | Do  | Fr  | Sa  | So  |
| --- | --- | --- | --- | --- | --- | --- | --- |
| 18  |     |     |     | 1   | 2   | 3   | 4   |
| 19  | 5   | 6   | 7   | 8   | 9   | 10  | 11  |
| 20  | 12  | 13  | 14  | 15  | 16  | 17  | 18  |
| 21  | 19  | 20  | 21  | 22  | 23  | 24  | 25  |
| 22  | 26  | 27  | 28  | 29  | 30  | 31  |     |

| Juni | Juni | Juni | Juni | Juni | Juni | Juni | Juni |
| Kw   | Mo   | Di   | Mi   | Do   | Fr   | Sa   | So   |
| ---- | ---- | ---- | ---- | ---- | ---- | ---- | ---- |
| 22   |      |      |      |      |      |      | 1    |
| 23   | 2    | 3    | 4    | 5    | 6    | 7    | 8    |
| 24   | 9    | 10   | 11   | 12   | 13   | 14   | 15   |
| 25   | 16   | 17   | 18   | 19   | 20   | 21   | 22   |
| 26   | 23   | 24   | 25   | 26   | 27   | 28   | 29   |
| 27   | 30   |      |      |      |      |      |      |

| Juli | Juli | Juli | Juli | Juli | Juli | Juli | Juli |
| Kw   | Mo   | Di   | Mi   | Do   | Fr   | Sa   | So   |
| ---- | ---- | ---- | ---- | ---- | ---- | ---- | ---- |
| 27   |      | 1    | 2    | 3    | 4    | 5    | 6    |
| 2    | 7    | 8    | 9    | 10   | 11   | 12   | 13   |
| 29   | 14   | 15   | 16   | 17   | 18   | 19   | 20   |
| 30   | 21   | 22   | 23   | 24   | 25   | 26   | 27   |
| 31   | 28   | 29   | 30   | 31   |      |      |      |

| August | August | August | August | August | August | August | August |
| Kw     | Mo     | Di     | Mi     | Do     | Fr     | Sa     | So     |
| ------ | ------ | ------ | ------ | ------ | ------ | ------ | ------ |
| 31     |        |        |        |        | 1      | 2      | 3      |
| 32     | 4      | 5      | 6      | 7      | 8      | 9      | 10     |
| 33     | 11     | 12     | 13     | 14     | 15     | 16     | 17     |
| 34     | 18     | 19     | 20     | 21     | 22     | 23     | 24     |
| 35     | 25     | 26     | 27     | 28     | 29     | 30     | 31     |

| September | September | September | September | September | September | September | September |
| Kw        | Mo        | Di        | Mi        | Do        | Fr        | Sa        | So        |
| --------- | --------- | --------- | --------- | --------- | --------- | --------- | --------- |
| 36        | 1         | 2         | 3         | 4         | 5         | 6         | 7         |
| 37        | 8         | 9         | 10        | 11        | 12        | 13        | 14        |
| 38        | 15        | 16        | 17        | 18        | 19        | 20        | 21        |
| 39        | 22        | 23        | 24        | 25        | 26        | 27        | 28        |
| 40        | 29        | 30        |           |           |           |           |           |

| Oktober | Oktober | Oktober | Oktober | Oktober | Oktober | Oktober | Oktober |
| Kw      | Mo      | Di      | Mi      | Do      | Fr      | Sa      | So      |
| ------- | ------- | ------- | ------- | ------- | ------- | ------- | ------- |
| 40      |         |         | 1       | 2       | 3       | 4       | 5       |
| 41      | 6       | 7       | 8       | 9       | 10      | 11      | 12      |
| 42      | 13      | 14      | 15      | 16      | 17      | 18      | 19      |
| 43      | 20      | 21      | 22      | 23      | 24      | 25      | 26      |
| 44      | 27      | 28      | 29      | 30      | 31      |         |         |

| November | November | November | November | November | November | November | November |
| Kw       | Mo       | Di       | Mi       | Do       | Fr       | Sa       | So       |
| -------- | -------- | -------- | -------- | -------- | -------- | -------- | -------- |
| 44       |          |          |          |          |          | 1        | 2        |
| 45       | 3        | 4        | 5        | 6        | 7        | 8        | 9        |
| 46       | 10       | 11       | 12       | 13       | 14       | 15       | 16       |
| 47       | 17       | 18       | 19       | 20       | 21       | 22       | 23       |
| 48       | 24       | 25       | 26       | 27       | 28       | 29       | 30       |

| Dezember | Dezember | Dezember | Dezember | Dezember | Dezember | Dezember | Dezember |
| Kw       | Mo       | Di       | Mi       | Do       | Fr       | Sa       | So       |
| -------- | -------- | -------- | -------- | -------- | -------- | -------- | -------- |
| 49       | 1        | 2        | 3        | 4        | 5        | 6        | 7        |
| 50       | 8        | 9        | 10       | 11       | 12       | 13       | 14       |
| 51       | 15       | 16       | 17       | 18       | 19       | 20       | 21       |
| 52       | 22       | 23       | 24       | 25       | 26       | 27       | 28       |
| 1        | 29       | 30       | 31       |          |          |          |          |

| Januar | Januar | Januar | Januar | Januar | Januar | Januar | Januar |
| Kw     | Mo     | Di     | Mi     | Do     | Fr     | Sa     | So     |
| ------ | ------ | ------ | ------ | ------ | ------ | ------ | ------ |
| 1      |        |        | 1      | 2      | 3      | 4      | 5      |
| 2      | 6      | 7      | 8      | 9      | 10     | 11     | 12     |
| 3      | 13     | 14     | 15     | 16     | 17     | 18     | 19     |
| 4      | 20     | 21     | 22     | 23     | 24     | 25     | 26     |
| 5      | 27     | 28     | 29     | 30     | 31     |        |        |

| Februar | Februar | Februar | Februar | Februar | Februar | Februar | Februar |
| Kw      | Mo      | Di      | Mi      | Do      | Fr      | Sa      | So      |
| ------- | ------- | ------- | ------- | ------- | ------- | ------- | ------- |
| 5       |         |         |         |         |         | 1       | 2       |
| 6       | 3       | 4       | 5       | 6       | 7       | 8       | 9       |
| 7       | 10      | 11      | 12      | 13      | 14      | 15      | 16      |
| 8       | 17      | 18      | 19      | 20      | 21      | 22      | 23      |
| 9       | 24      | 25      | 26      | 27      | 28      |         |         |

| März | März | März | März | März | März | März | März |
| Kw   | Mo   | Di   | Mi   | Do   | Fr   | Sa   | So   |
| ---- | ---- | ---- | ---- | ---- | ---- | ---- | ---- |
| 9    |      |      |      |      |      | 1    | 2    |
| 10   | 3    | 4    | 5    | 6    | 7    | 8    | 9    |
| 11   | 10   | 11   | 12   | 13   | 14   | 15   | 16   |
| 12   | 17   | 18   | 19   | 20   | 21   | 22   | 23   |
| 1    | 24   | 25   | 26   | 27   | 28   | 29   | 30   |
| 14   | 31   |      |      |      |      |      |      |

| April | April | April | April | April | April | April | April |
| Kw    | Mo    | Di    | Mi    | Do    | Fr    | Sa    | So    |
| ----- | ----- | ----- | ----- | ----- | ----- | ----- | ----- |
| 14    |       | 1     | 2     | 3     | 4     | 5     | 6     |
| 15    | 7     | 8     | 9     | 10    | 11    | 12    | 13    |
| 16    | 14    | 15    | 16    | 17    | 18    | 19    | 20    |
| 17    | 21    | 22    | 23    | 24    | 25    | 26    | 27    |
| 18    | 28    | 29    | 30    |       |       |       |       |

| Mai | Mai | Mai | Mai | Mai | Mai | Mai | Mai |
| Kw  | Mo  | Di  | Mi  | Do  | Fr  | Sa  | So  |
| --- | --- | --- | --- | --- | --- | --- | --- |
| 18  |     |     |     | 1   | 2   | 3   | 4   |
| 19  | 5   | 6   | 7   | 8   | 9   | 10  | 11  |
| 20  | 12  | 13  | 14  | 15  | 16  | 17  | 18  |
| 21  | 19  | 20  | 21  | 22  | 23  | 24  | 25  |
| 22  | 26  | 27  | 28  | 29  | 30  | 31  |     |

| Juni | Juni | Juni | Juni | Juni | Juni | Juni | Juni |
| Kw   | Mo   | Di   | Mi   | Do   | Fr   | Sa   | So   |
| ---- | ---- | ---- | ---- | ---- | ---- | ---- | ---- |
| 22   |      |      |      |      |      |      | 1    |
| 23   | 2    | 3    | 4    | 5    | 6    | 7    | 8    |
| 24   | 9    | 10   | 11   | 12   | 13   | 14   | 15   |
| 25   | 16   | 17   | 18   | 19   | 20   | 21   | 22   |
| 26   | 23   | 24   | 25   | 26   | 27   | 28   | 29   |
| 27   | 30   |      |      |      |      |      |      |

| Juli | Juli | Juli | Juli | Juli | Juli | Juli | Juli |
| Kw   | Mo   | Di   | Mi   | Do   | Fr   | Sa   | So   |
| ---- | ---- | ---- | ---- | ---- | ---- | ---- | ---- |
| 27   |      | 1    | 2    | 3    | 4    | 5    | 6    |
| 2    | 7    | 8    | 9    | 10   | 11   | 12   | 13   |
| 29   | 14   | 15   | 16   | 17   | 18   | 19   | 20   |
| 30   | 21   | 22   | 23   | 24   | 25   | 26   | 27   |
| 31   | 28   | 29   | 30   | 31   |      |      |      |

| August | August | August | August | August | August | August | August |
| Kw     | Mo     | Di     | Mi     | Do     | Fr     | Sa     | So     |
| ------ | ------ | ------ | ------ | ------ | ------ | ------ | ------ |
| 31     |        |        |        |        | 1      | 2      | 3      |
| 32     | 4      | 5      | 6      | 7      | 8      | 9      | 10     |
| 33     | 11     | 12     | 13     | 14     | 15     | 16     | 17     |
| 34     | 18     | 19     | 20     | 21     | 22     | 23     | 24     |
| 35     | 25     | 26     | 27     | 28     | 29     | 30     | 31     |

| September | September | September | September | September | September | September | September |
| Kw        | Mo        | Di        | Mi        | Do        | Fr        | Sa        | So        |
| --------- | --------- | --------- | --------- | --------- | --------- | --------- | --------- |
| 36        | 1         | 2         | 3         | 4         | 5         | 6         | 7         |
| 37        | 8         | 9         | 10        | 11        | 12        | 13        | 14        |
| 38        | 15        | 16        | 17        | 18        | 19        | 20        | 21        |
| 39        | 22        | 23        | 24        | 25        | 26        | 27        | 28        |
| 40        | 29        | 30        |           |           |           |           |           |

| Oktober | Oktober | Oktober | Oktober | Oktober | Oktober | Oktober | Oktober |
| Kw      | Mo      | Di      | Mi      | Do      | Fr      | Sa      | So      |
| ------- | ------- | ------- | ------- | ------- | ------- | ------- | ------- |
| 40      |         |         | 1       | 2       | 3       | 4       | 5       |
| 41      | 6       | 7       | 8       | 9       | 10      | 11      | 12      |
| 42      | 13      | 14      | 15      | 16      | 17      | 18      | 19      |
| 43      | 20      | 21      | 22      | 23      | 24      | 25      | 26      |
| 44      | 27      | 28      | 29      | 30      | 31      |         |         |

| November | November | November | November | November | November | November | November |
| Kw       | Mo       | Di       | Mi       | Do       | Fr       | Sa       | So       |
| -------- | -------- | -------- | -------- | -------- | -------- | -------- | -------- |
| 44       |          |          |          |          |          | 1        | 2        |
| 45       | 3        | 4        | 5        | 6        | 7        | 8        | 9        |
| 46       | 10       | 11       | 12       | 13       | 14       | 15       | 16       |
| 47       | 17       | 18       | 19       | 20       | 21       | 22       | 23       |
| 48       | 24       | 25       | 26       | 27       | 28       | 29       | 30       |

| Dezember | Dezember | Dezember | Dezember | Dezember | Dezember | Dezember | Dezember |
| Kw       | Mo       | Di       | Mi       | Do       | Fr       | Sa       | So       |
| -------- | -------- | -------- | -------- | -------- | -------- | -------- | -------- |
| 49       | 1        | 2        | 3        | 4        | 5        | 6        | 7        |
| 50       | 8        | 9        | 10       | 11       | 12       | 13       | 14       |
| 51       | 15       | 16       | 17       | 18       | 19       | 20       | 21       |
| 52       | 22       | 23       | 24       | 25       | 26       | 27       | 28       |
| 1        | 29       | 30       | 31       |          |          |          |          |

## Ereignisse

### Politik und Weltgeschehen

#### Bulgarien/Byzantinisches Reich

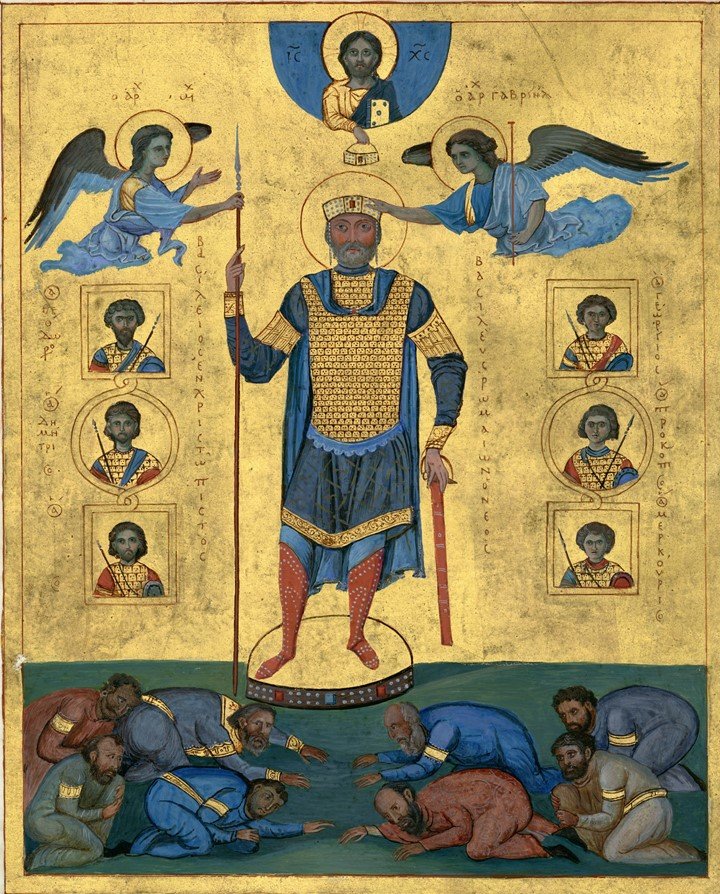
Basileios in der Rüstung eines Generals, ihm zu Füßen acht Figuren in unterwürfiger Proskynese; Nachbildung einer Buchmalerei aus einem Psalter, 11. Jahrhundert

Zar Iwan Wladislaw von Bulgarien stirbt Anfang des Jahres während der Belagerung von Dyrrhachium, die genauen Umstände seines Todes sind unbekannt. Er wird von seinem ältesten Sohn Presian II. beerbt. Doch schon im Februar erobert der byzantinische Kaiser Basileios II. Kastoria und mehrere andere Städte und schließlich auch die bulgarische Hauptstadt Ohrid und unterwirft das bulgarische Reich. Presian und seine Brüder werden nach der Unterwerfung als Würdenträger am Hof von Konstantinopel aufgenommen, wobei Presian den hohen Titel eines Magistros erhält. Auch Maria, die Witwe des Zaren Iwan Wladislaw, wird zusammen mit ihren Kindern Basileios in Ohrid übergeben. Bulgarien wird dem Reich eingegliedert, womit sich die byzantinische Grenze weit nach Nordwesten verschiebt.

#### Süditalien

Italien um 1000

Der seit dem Vorjahr relativ erfolgreiche Aufstand der Langobarden unter Meles von Bari, die die herrschenden Byzantinern aus Apulien vertreiben wollen, bricht zusammen. In der Schlacht von Cannae am 1. Oktober erleiden die unter anderem von Papst Benedikt VIII. unterstützten Aufständischen, die von einer Gruppe normannischer Abenteurer unter der Führung von Rainulf Drengot verstärkt werden, eine vernichtende Niederlage gegen das zahlenmäßig überlegene byzantinische Heer unter Führung des Katepans Basileios Boioannes. Die byzantinische Herrschaft in Süditalien ist damit für die kommenden Jahrzehnte wieder stabilisiert, auch das Fürstentum Salerno muss vorübergehend die byzantinische Oberhoheit wieder anerkennen. Meles verlässt nach der Schlacht Apulien, Rainulf Drengot zieht sich mit dem Rest des normannischen Heeres nach Kampanien zurück. Dort verlagern sie sich darauf, Pilger, die sich auf dem Wege zum Heiligenschrein des Erzengels Michael befinden, gegen entsprechende Bezahlung vor Plünderung durch andere Wegelagerer zu schützen.

#### Ostfränkisch-deutsches Reich/Osteuropa
- 30. Januar: Der Polenherzog Boleslaw Chrobry und Kaiser Heinrich II. schließen auf der Ortenburg zu Bautzen den Frieden von Bautzen. Als Unterhändler des Reiches fungieren Erzbischof Gero von Magdeburg, Bischof Arnulf von Halberstadt, Markgraf Hermann I. von Meißen, Graf Dietrich und der kaiserliche Kämmerer Friedrich. Von beiden Vertragsparteien werden als Garantie hierzu ausersehene Geiseln gegeben. Die Lausitz und das Milzenerland bleiben polnisch.

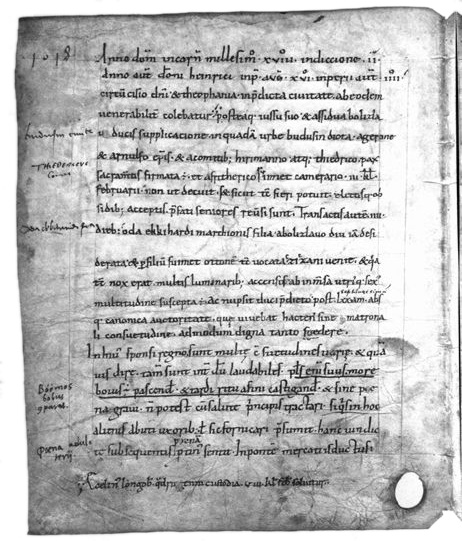
Bericht über die Eheschließung Odas mit Bolesław I. in der Chronik Thietmars von Merseburg (Faksimile). Sächsische Landesbibliothek – Staats- und Universitätsbibliothek Dresden, Msc. R 147, Blatt 176 b

- 3. Februar: Der Frieden von Bautzen wird durch die Hochzeit von Boleslaw Chrobry mit Oda, der jüngsten Schwester von Markgraf Hermann I. von Meißen aus dem Geschlecht der Ekkehardiner, besiegelt. In Begleitung von Hermann und Bolesławs Sohn Otto reist Oda zur Burg Cziczani, Residenz der Piasten in der Niederlausitz. Nach diesem Friedensschluss wendet sich Bolesław nach Osten und erobert mit seinem Heer im Sommer Kiew. Dort setzt er seinen Verbündeten Swjatopolk I. neuerlich als Großfürst der Kiewer Rus ein. Swjatopolks Halbbruder Jaroslaw I. kann zwar nach Nowgorod fliehen, seine weiblichen Verwandten und ein großer Goldschatz fallen jedoch in die Hände des polnischen Herzogs.
- Februar: Die Lutizen fallen im Reich der Abodriten ein. Deren Fürst Mistislaw muss in den sächsischen Bardengau fliehen.

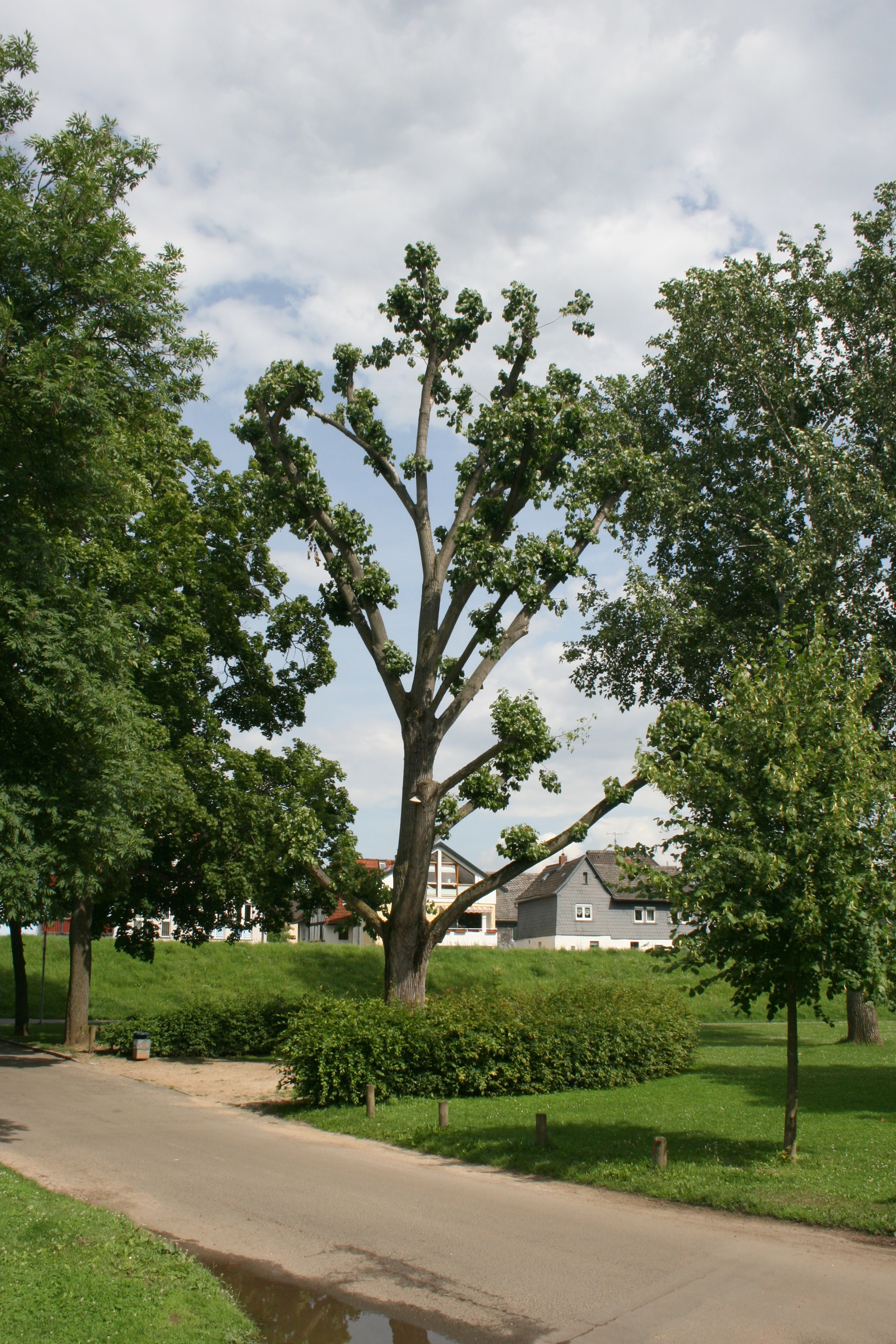
Ort des Reichstages von 1018 am Mainufer in Offenbach-Bürgel

- Juni: Heinrich II. hält den “Reichstag” in Bürgel (korrekt: Reichsversammlung) am Mainufer ab. In seinem Gefolge befinden sich neben Kaiserin Kunigunde und dem Reichskanzler und Erzbischof von Mainz Erkanbald eine große Anzahl von Fürsten. Unter anderem wird über die Ehe des reich begüterten Grafen Otto von Hammerstein mit Irmingard von Verdun beraten. Die beiden stehen nach kanonischem Recht in einem zu nahen Verwandtschaftsverhältnis und sind deshalb schon früher im Jahr auf Initiative des Mainzer Erzbischofs Erkanbald wegen Inzests exkommuniziert worden. In Bürgel wird schließlich die Unrechtmäßigkeit der Ehe festgestellt. Otto unterwirft sich zwar vordergründig dem Spruch, hält aber faktisch an seiner Ehe fest.
- 29. Juli: In der Schlacht von Vlaardingen siegt Dietrich III. von Holland über ein von Kaiser Heinrich II. entsandtes Heer unter Herzog Gottfried II. von Niederlothringen. Dietrich III. kann nach dem Sieg nicht nur seinen Besitz behaupten, darüber hinaus darf er nun auch mit Erlaubnis des Kaisers von den vorbeiziehenden Kaufleuten Zoll erheben.
- Der Babenberger Markgraf Heinrich I. der Starke von Österreich stirbt plötzlich und unerwartet. Nachfolger wird sein Bruder Adalbert.

#### Skandinavien/Britische Inseln

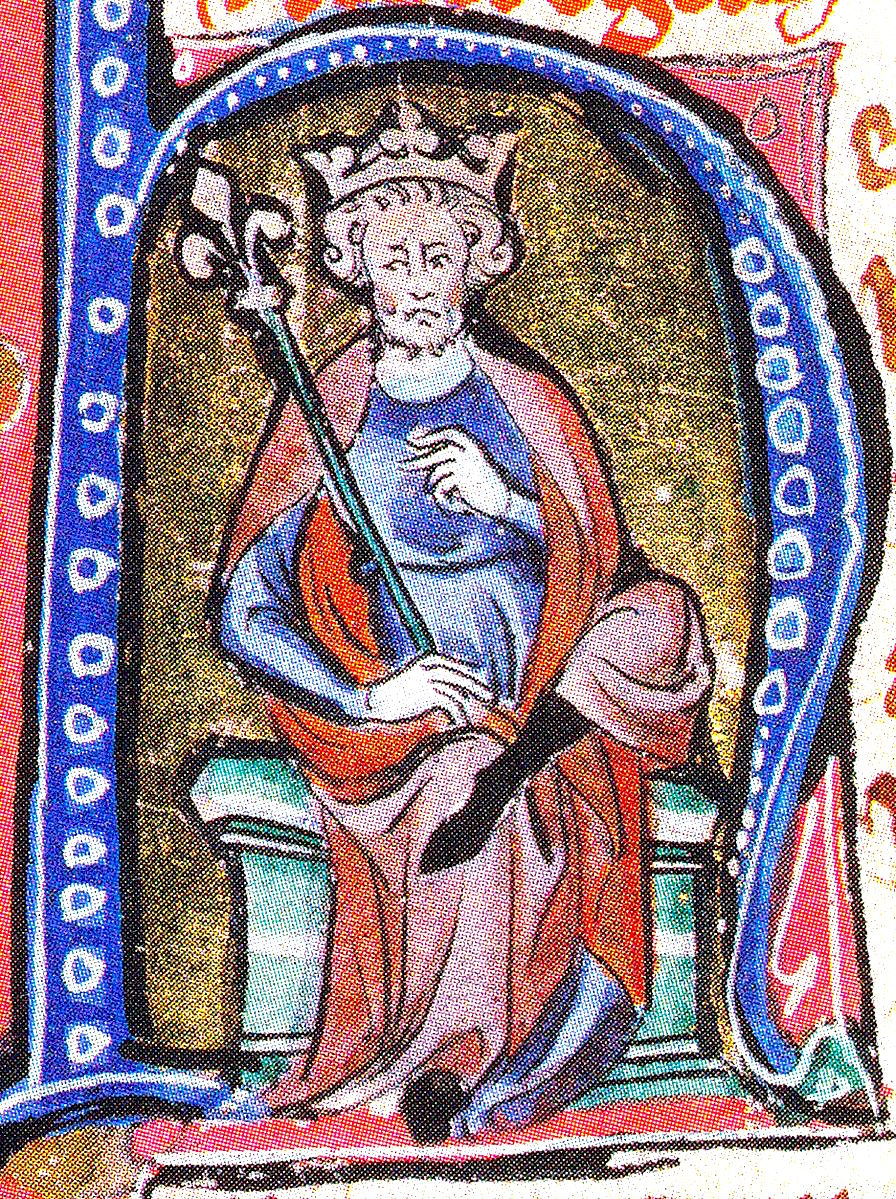
Knut der Große, Illustration aus einer mittelalterlichen Handschrift

- Nach dem Tod von Harald II. wird sein Bruder, der englische König Knut der Große, auch König von Dänemark. Er setzt seinen Schwager Ulf Jarl als Stellvertreter ein.
- In England wird zum letzten Mal Danegeld eingehoben. Danach ist die Herrschaft Knuts des Großen im Nordseereich gefestigt, und die Wikingerzüge hören endgültig auf.
- 1016/1018: Malcolm II. von Schottland besiegt Truppen des englischen Kleinkönigreichs Northumbria in der Schlacht bei Carham. Hauptgrund für die Schlacht sind Streitigkeiten wegen der Region Lothian. Nach der Schlacht ist der größte Teil von Schottland unter der Kontrolle der schottischen Könige, auch wenn sich die Wikinger noch in Ross-shire, Caithness, Sutherland, und auf den Äußeren Hebriden behaupten können.

#### Iberische Halbinsel
In Valencia wird Abd ar-Rahman IV. von einigen Berberführern zum Kalifen erhoben, nachdem im Kalifat von Córdoba die Hammudiden unter Ali ibn Hammud an-Nasir an die Macht gekommen sind. Zwar kann er sich mit dem muslimischen Statthalter von Saragossa und dem Grafen von Barcelona verbünden, doch die Hammudiden halten sich an der Macht in Córdoba. Bei einem Angriff auf Granada wird Abd ar-Rahman von seinen Berbertruppen im Stich gelassen, besiegt und bei Guadix auf der Flucht ermordet. Doch auch Ali ibn Hammud an-Nasir wird noch im gleichen Jahr von einem Sklaven ermordet. Nachfolger wird sein Bruder al-Qasim al-Ma'mun, der bisherige Statthalter in Sevilla.
- al-Mundir I. aus der Dynastie der Tudschībiden begründet das Taifa-Königreich von Saragossa.
- Das Taifa-Königreich von Mallorca wird als Teil der Taifa von Dénia gegründet.

#### Arabische Halbinsel
- um 1018: Im Jemen erlischt die Dynastie der Ziyadiden mit der Ermordung des letzten Herrschers durch den Hofsklaven Nafīs. Nafīs übernimmt die Regierung, sieht sich jedoch schnell der Konkurrenz seines Bruders Nadschah gegenüber.

#### Urkundliche Ersterwähnungen
- 21. Januar: Kaiser Heinrich II. überträgt in einer Urkunde dem Benediktinerkloster Burtscheid einen Zehntbezirk, der genau den Grenzen der späteren Stadt Burtscheid entspricht, die somit erstmals urkundlich erwähnt wird.
- Alpthal wird erstmals urkundlich erwähnt.
- Zeil am Main wird als Curtis Zilin erstmals urkundlich erwähnt.
- Kaiser Heinrich II. schenkt dem Trierer Erzbischof Poppo von Babenberg den fränkischen Königshof in Koblenz mitsamt den Weinbergen in Pfaffendorf.
- um 1012/1018: Die Ersterwähnung von Schwerin erfolgt durch Thietmar von Merseburg.

### Religion

#### Bulgarisch-Orthodoxe Kirche

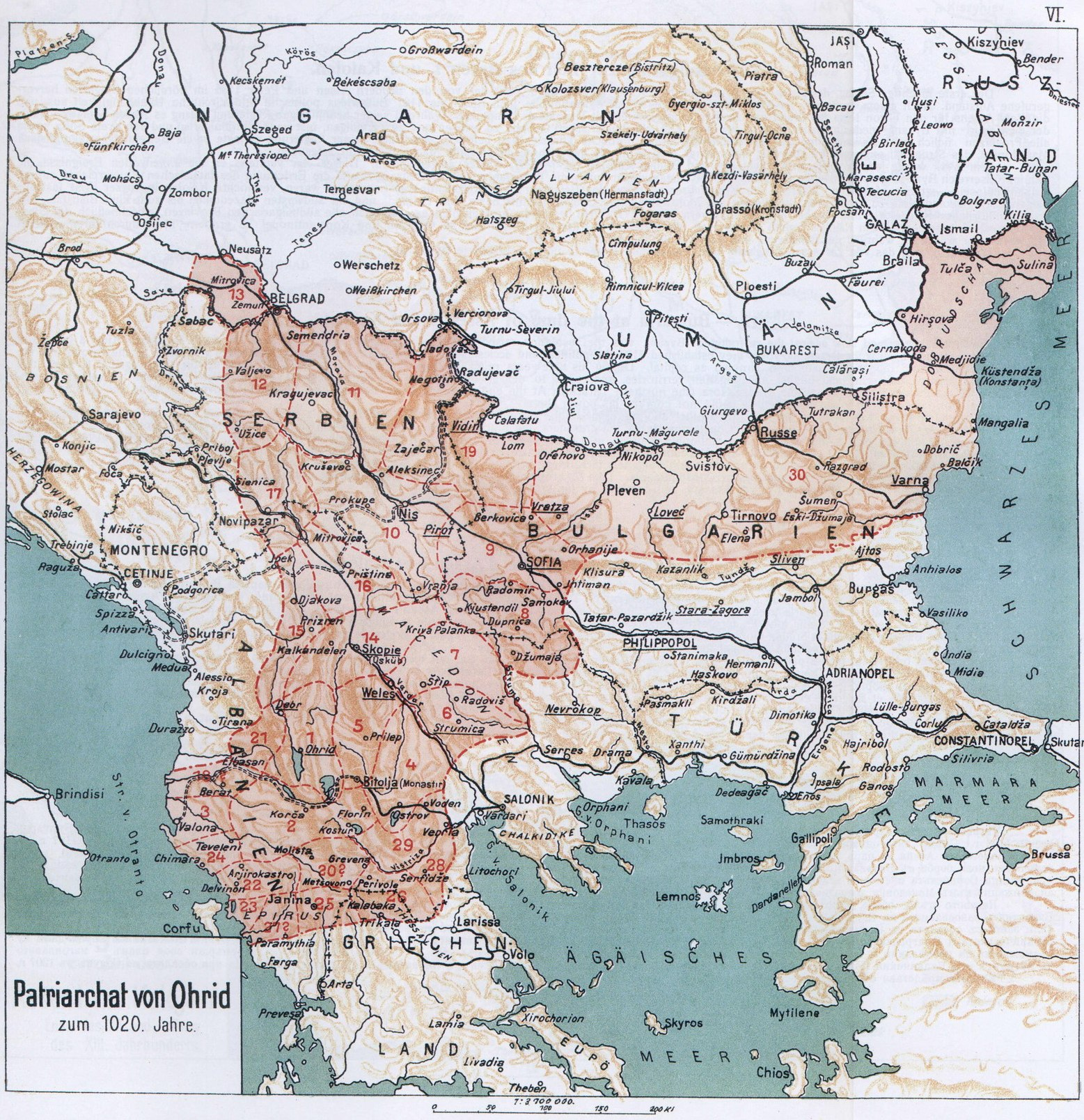
Das Erzbistum Ohrid um das Jahr 1020

Nach der Eroberung Bulgariens reorganisiert der byzantinische Kaiser Basileios II. die Bulgarisch-Orthodoxe Kirche. Das bisherige Patriarchat wird in ein Bistum umgewandelt. Nachdem der Patriarch vertrieben worden ist, errichtet der Kaiser, ohne die bestehende Autokephalie anzutasten, das Erzbistum von Ohrid und ganz Bulgarien. Das Erzbistum bleibt formal von der byzantinischen Reichskirche unabhängig, jedoch werden die Bischöfe vom byzantinischen Kaiser ernannt. Der erste von Kaiser Basileios II. ernannte Erzbischof Johannes I. Debranin ist noch ein Slawe, danach erfolgt jedoch eine kontinuierliche Hellenisierung.

#### Bauwerke und Grundbesitz
- 9. Juni: Im Beisein von Kaiser Heinrich II. erfolgt die Weihe des unter Bischof Burchard erbauten Wormser Domes.
- 2. September: Heinrich II. schenkt während seines fünfwöchigen Aufenthaltes in Zürich auf Bitten des Abtes Wirund dem Kloster Einsiedeln den um die Abtei gelegenen „umwegsamen und unkultivierten“ Wald (silvam inviam et incultam) in definierten Grenzen.
- Das Kloster Buckfast Abbey wird gegründet.

#### Katholische Kirchenhierarchie
- Rudhart folgt dem am 16. Mai gestorbenen Lambert als Bischof von Konstanz.
- 29. Juli: Bischof Balderich II. von Lüttich stirbt auf einem Feldzug der Niederlothringer gegen die Friesen. Wolbodo wird neuer Bischof von Lüttich.
- 21. August: Heinrich I. von Lausanne stirbt. Sein Nachfolger als Bischof von Lausanne wird Hugo von Burgund.
- Meginhard I. wird Nachfolger des am 14. November gestorbenen Heinrich I. als Bischof von Würzburg. Im Gegensatz zu seinem sehr aktiven Vorgänger tritt er weder reichspolitisch noch regional besonders in Erscheinung.

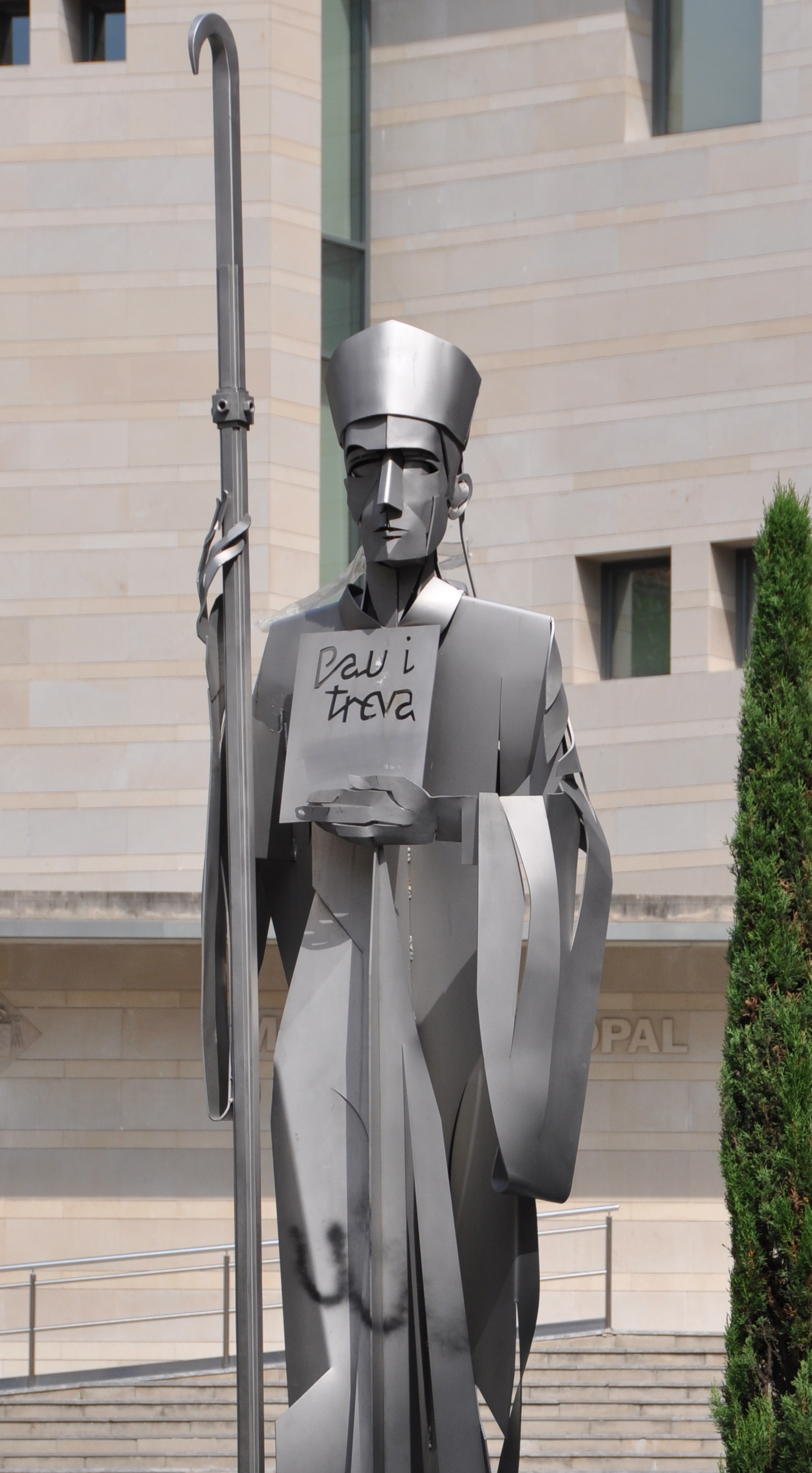
Oliba-Statue in Vic

- Oliba de Besalú, Abt im Kloster Santa Maria de Ripoll, wird Bischof von Vic.
- Auf Betreiben seines Bruders Ottone Orseolo, des Dogen von Venedig, wird der erst 30-jährige Orso Orseolo zum Patriarchen von Grado ernannt. Sein 20-jähriger Bruder Vitale Orseolo folgt ihm als Bischof von Torcello.
- Reginbald II. von Dillingen wird Abt der Reichsabtei St. Nazarius in Lorsch.
- Bischof Arnulf von Halberstadt erhebt Ezilo zum Abt bei der Begründung des Klosters Ilsenburg.

## Geboren

### Geburtsdatum gesichert
- 10. April: Nizām al-Mulk Abū ʿAlī al-Hasan ibn ʿAlī ibn Ishāq at-Tūsī, Wesir der Seldschuken-Sultane Alp Arslan und Malik Schāh († 1092)
- 31. August: Jeongjong, König des Goryeo-Reiches in Korea († 1046)

### Genaues Geburtsdatum unbekannt
- Bagrat IV., König von Georgien († 1072)
- Rajadhiraja Chola, König des tamilischen Reichs der Chola in Südindien († 1054)
- Wen Tong, chinesischer Maler († 1079)

### Geboren um 1018
- Sophia, Gräfin von Bar († 1093)
- 1018/19: Hardiknut, König von England und Dänemark († 1042)
- zwischen 1016 und 1018: Ferdinand I. („der Große“), König von León, Kastilien und Galicien († 1065)

## Gestorben

### Todesdatum gesichert
- 22. März: Ali ibn Hammud an-Nasir, Kalif von Córdoba
- 16. Mai: Lambert von Konstanz, Bischof von Konstanz

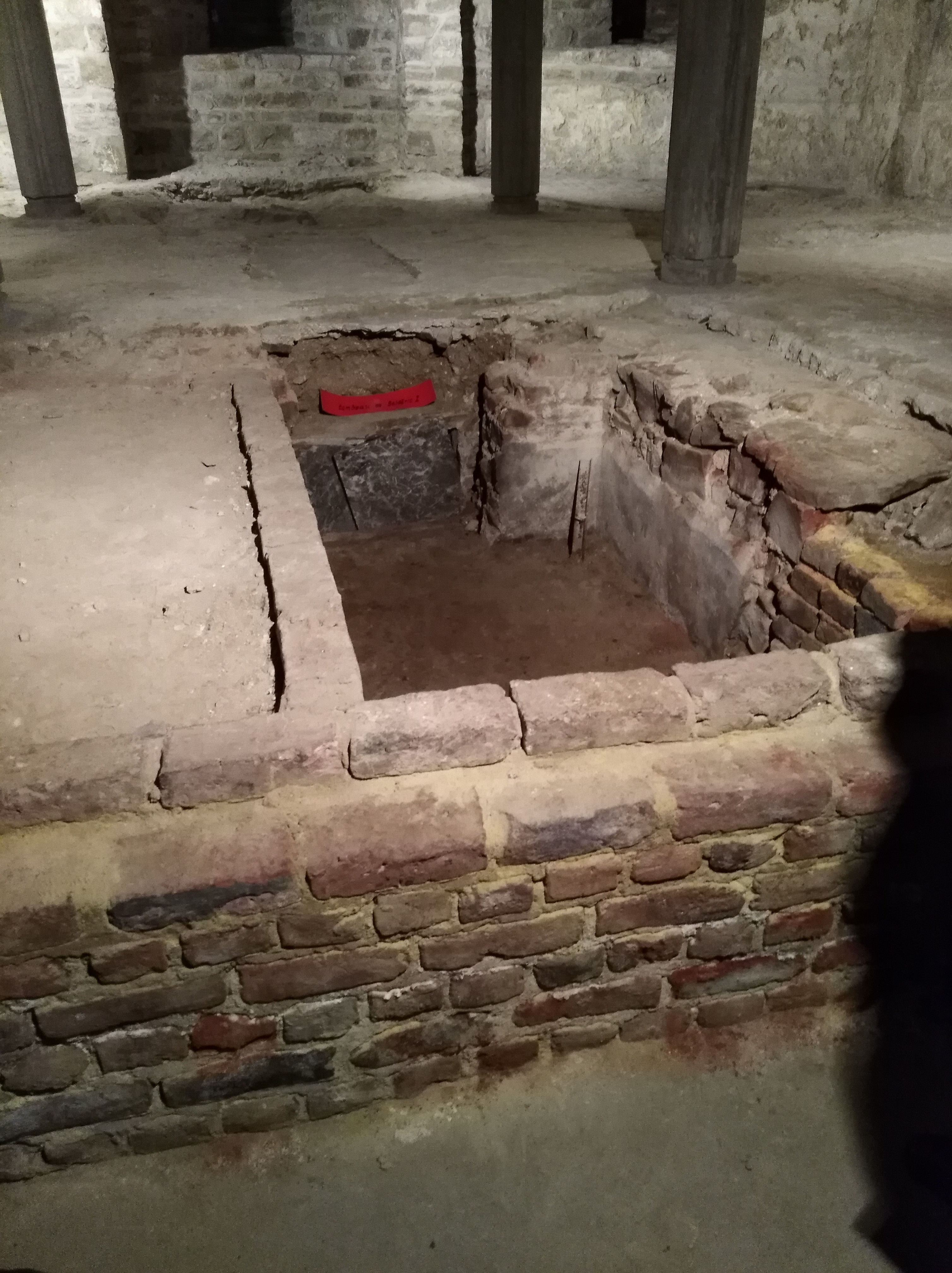
Grab von Balderich II. in der Krypta von St. Jacob

- 29. Juli: Balderich II., Bischof von Lüttich
- 21. August: Heinrich von Burgund, Bischof von Lausanne
- 14. November: Heinrich I., Bischof von Würzburg

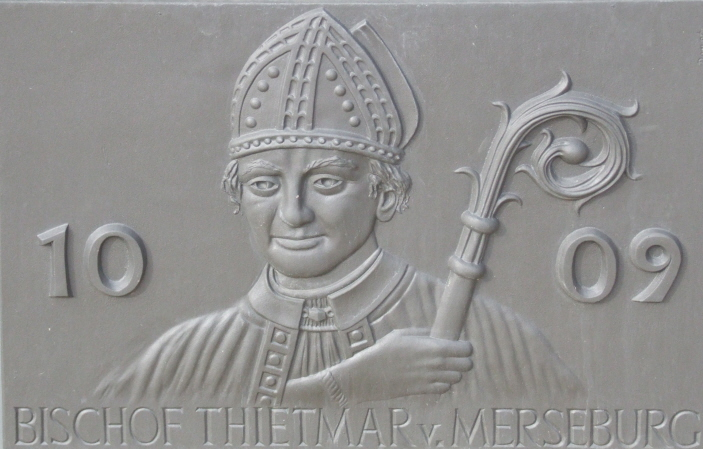
Darstellung des Bischofs Thietmar von Merseburg auf dem Stadtbrunnen in Tangermünde

- 1. Dezember: Thietmar, Bischof von Merseburg und Geschichtsschreiber (* 975)

### Genaues Todesdatum unbekannt
- vor dem 30. Mai: Wilhelm II., Graf von Provence (* um 987)
- Abd ar-Rahman IV., Kalif von Córdoba
- Aldhun von Durham, Bischof von Lindisfarne und Durham (* um 959)
- Dego, Abt im Kloster St. Ulrich und Afra in Augsburg
- Gerlach, Graf im Niederlahngau
- Harald II., König von Dänemark (* um 995)

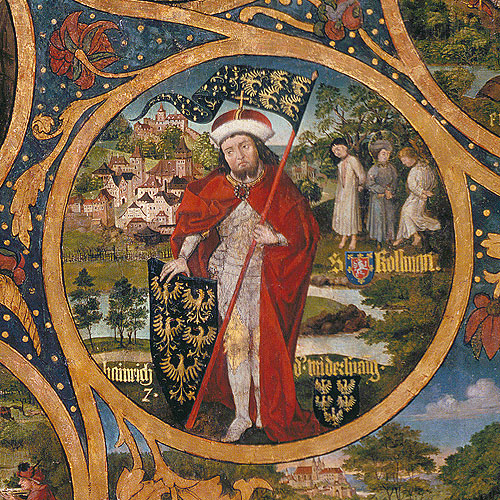
Markgraf Heinrich I., der Starke (Ausschnitt aus dem Babenberger-Stammbaum, Stift Klosterneuburg)

- Heinrich I., Markgraf von Österreich
- Iwan Wladislaw, Zar der Bulgaren

### Gestorben um 1018
- 1015/1018: Adelheid von Vilich, erste Äbtissin der von ihren Eltern gegründeten Benediktinerinnenabtei Vilich bei Bonn
- zwischen 1017 und 1019: Wigo, Bischof von Brandenburg
- spätestens 1018: Poppo (V.), Abt von Lorsch und Fulda